# Skolecit
A skolecit (névváltozata: szkolecit) kalcium alapú víztartalmú alumíniumszilikát, monoklin rendszerben kristályosodik. A IV.Szilikátok ásványosztályon belül az önálló zeolitcsoport ásványegyüttesének tagja. 
Vékonyszálas tűs megjelenésű kristályai a jellemzőek. Prizmás kristályai is előfordulnak. Tömeges halmazokban is megtalálható. Ékszerkőnek is felhasználják szép megjelenésű elemeit.

## Kémiai és fizikai tulajdonságai
- Képlete: CaAl2Si3O10·3(H2O).
- Szimmetriája: a monoklin kristályrendszerben, piramisos kristályai kevés szimmetriaelemet tartalmaznak.
- Sűrűsége: 2,2-2,3 g/cm³.
- Keménysége: 5,0-5,5 (a Mohs-féle keménységi skála szerint).
- Hasadása: jól hasítható.
- Törése: egyenetlen törésű.
- Színe: fehéres, halványabban színezett rózsaszínes vagy sárgás árnyalatokban.
- Fénye: üveg fényű.
- Átlátszósága: átlátszó vagy áttetsző.
- Pora:  színtelen vagy fehér.
- Különleges tulajdonsága:  piroelektromos, a lángban szálai csavarodnak.
- Kémiai összetétele:
- Kalcium (Ca) =10,2%
- Alumínium (Al) =13,8%
- Szilícium (Si) =21,5%
- Hidrogén (H) =1,5%
- Oxigén (O) =53,0%

## Keletkezése
Hidrotermás képződése a jellemző. Bazalt hólyagüregeiben, mélységi eruptív kőzetek hasadékaiban válik ki.
Hasonló ásványok: a kalcit és a zeolitcsoport egyes tagjai.

## Előfordulásai
Olaszországban a Vezúv környékén, Izland területén. A Dániához tartozó Fareroe-szigeteken. Észak-Skócia területén Oroszországban az Ural-hegységben és a Kaukázusban. Az Egyesült Államok Colorado, New Jersey és Kalifornia szövetségi államokban fordul elő. Előfordulásai megtalálhatóak Eritreában, Indiában Bombay közelében és Brazíliában a Rio Grande de Sul vidékén.

## Előfordulásai Magyarországon
A Velencei-hegységben Nadap környékén az andezit repedéseiben selymesfényű sugaras-rostos halmazokban és sugaras szerkezetű gömböcskékben található. Kristályai hosszan megnyúltak, ikerkristályai is előfordulnak. Nemesgulács mellett a Gulács-hegy kőbányáiban a nátrolit kristályok gyakran skolecitbe mennek át, de dezmin összenövésekkel is előfordul. Uzsa közelében a Nagyláz-hegy kőbányájában a bazalt hólyagüregeiben és breccsában a zeolitcsoport több tagjával alkot ásványközösséget.

## Kísérő ásványok
A zeolitcsoport más ásványai (elsősorban: nátrolit), kalcit, kvarcit és apatit. 